# Jeanne du Laurens
Jeanne du Laurens est une écrivaine française née le 1er mai 1563 à Arles, morte le 30 novembre 1635, à 72 ans.
Elle a écrit un livre de raison qui vaut non seulement par les renseignements qu'il donne sur la famille de Louis du Laurens — qui a compté plusieurs personnages connus, mais aussi pour ses qualités littéraires.

## Biographie
Presque tout ce que nous savons d'elle vient de ce qu'elle-même a écrit et de l'introduction à l'édition de son livre de raison faite par Charles de Ribbe au XIXe siècle.

### Famille
Pour la lecture de ce qui suit :
- en gras : Jeanne, le prénom de l'auteur, et tous les titres de médecin ;
- en italiques, les titres ecclésiastiques.

#### Parents
- Du Laurens :
  - Louis du Laurens (Dulaurent), né à Pugnet près de Chambéry (quartier actuel de la Croix-Rouge), mort le 23 ou le 26 décembre 1574[3], époux de Louise de Castellan, médecin à Tarascon puis à Arles ;
- De Castellan :
  - Louise de Castellan, née à Riez, morte à Arles le 31 décembre 1599, épouse de B. Danjou, puis de Louis du Laurens[4] ; elle a un frère :
    - Honoré de Castellan, également connu sous le nom d'Honoré du Chastel[5], mort en 1569[6],[7], premier médecin d'Henri II, de François II et de Charles IX[8].

#### Fratrie
1. Honoré, né le 7 mars 1554, à Tarascon, avocat à Aix-en-Provence puis archevêque d'Embrun, mort à Paris le 14 janvier 1612 ; son oncle, Honoré de Castellan, qui était aussi son parrain, prit en charge son éducation ;
2. Charles-Baptiste, né le 21 septembre 1555, à Tarascon, médecin à Arles, mort « assez jeune » ;
3. Julien, né à Tarascon, baptisé le 27 mai 1557, premier théologal perpétuel d'Arles ;
4. André, né le 9 décembre 1558 à Tarascon, premier médecin d'Henri IV, mort le 6 août 1609 ;
5. Antoine, né et baptisé en 1560 à Tarascon ; parrain : Antoine du Rey, marraine : Mlle Florimonde de Cauvin ; au moment où Jeanne écrit, Antoine est vivant et prospère ;
6. François, né le 9 novembre 1561, premier enfant né à Arles, filleul de François de Valeriola[9], médecin, et de Mme de Bastony ; mort à l'âge de cinq ans ;
7. Jeanne, née à Arles le premier mai 1563, filleule de M. Vincent, chanoine, et de Mme de Montdragon ;
8. Richard, né le premier août 1564, filleul de Richard de Sabatier, consul, et de Mlle de Crest ; médecin à Lyon ; mort à Arles en 1629 ;
9. Jean, né à Arles en 1565, filleul de Jean de Romieu et de Mme Fauchier ; pendant trente-six ans capucin sous le nom de Jérôme, trois fois supérieur provincial de son ordre ; mort à Martigues ;
10. Gaspard, né à Arles le 14 septembre 1567, filleul de Gaspard de Beaumartin et de Mme de Robiac ; archevêque d'Arles ;
11. Honorade, née le 7 janvier 1569, filleule d'Antoine Bijaudy et de Mlle de Monde, sa tante, demi-sœur de sa mère ; épouse en 1585 de Louis de Monde, écuyer d'Arles, mort en mars 1592 durant l'insurrection de la population d'Arles lors des guerres de religion. Puis en 1596 elle devint la femme d'un juge et était morte au moment de l'écriture du livre de raison de sa sœur.

## Contribution: le livre de raison
Un livre de raison est un écrit sans prétentions littéraires qui fait la chronique d'une famille pendant une certaine période. Il est de la plume d'un membre de la famille et peut être transmis de génération en génération. Les matières abordées vont des acquisitions de biens aux hauts faits de membres de la famille.
Jeanne du Laurens a écrit, vers l'âge de 67 ans, un livre de raison qui décrit la famille nombreuse de Louis du Laurens, son père, et ses membres illustres. Il est remarquable par ses qualités de simplicité et de limpidité.
Quelques points saillants :
- le passage du roi Charles IX, accompagné d'Honoré de Castellan, chez les du Laurens à Arles (p. 46[10]) ;
- l'insistance mise par le père Louis du Laurens sur l'éducation de ses garçons : « Il nous fit instruire de tout son pouvoir, ne nous épargnant rien de tout. » (p. 49[11]) ;
- la judicieuse indiscrétion de Jeanne, par laquelle la mère a appris qu'André avait peu de goût pour l'état ecclésiastique, mais désirait être médecin comme son père (p. 61[12]).

## Œuvre
- Une famille au XVIe siècle, introduction et notes de Charles de Ribbe, 3e  éd., Paris, J. Albanel, 1868

## Compléments